# Makapta argentescens
Makapta argentescens är en fjärilsart som beskrevs av William Schaus 1904. Makapta argentescens ingår i släktet Makapta och familjen nattflyn. Inga underarter finns listade i Catalogue of Life.